# Konspiracje galicyjskie w latach 1830–1846
Konspiracje galicyjskie w latach 1830–1846 – spiski działające na terenie Królestwa Galicji  Lodomerii i Rzeczypospolitej Krakowskiej w latach 1830–1846, czyli od wybuchu powstania listopadowego do powstania krakowskiego.

## Lata 1830–1831
Wybuch powstania listopadowego spowodował ożywienie polityczne i społeczne w Galicji. Sprzyjała temu wyczekująca postawa władz austriackich. Organizowano pomoc dla polskich wojsk, wysyłano ochotników do wojska.
Po upadku powstania, w lecie 1831 nastąpił ruch w drugą stronę – do Galicji wycofywały się całe korpusy wojsk polskich, które były internowane przez władze austriackie, i pod słabymi konwojami wysyłane na południe państwa, do Siedmiogrodu. Wielu weteranów pochodzących z innych zaborów uciekało z konwojów, chroniąc się wśród galicyjskiej ludności. Powstańców pochodzących z Galicji objęła natomiast amnestia. Część z powstańców po pobycie w Galicji kierowała się na emigrację.

## Lata 1831–1841
Pierwszą konspiracyjną organizacją była Numa, powołana w Krakowie w 1831 przez Walerego Wielogłowskiego. Działała do 1834, uczestniczył w niej Lesław Łukaszewicz. Kolejną organizacją była powstała w 1832 w cyrkule tarnowskim grupa Synowie Świata. Utworzył ją Walery Wielogłowski, a działali w niej Hipolit Witowski, Adolf Domaisel, Rafał Czyżewicz. Grupa działała do 1835.
Następny był utworzony również w 1832 we Lwowie Związek Dwudziestu Jeden, do którego należeli m.in. Seweryn Goszczyński, Ignacy Kulczycki, Jan Podolecki, Ludwik Jabłonowski, Wincenty Pol, Ksawery Krasicki, Franciszek Jan Smolka. W 1832 powstał również Związek Bezimienny, utworzony w celu pomocy działaniom Józefa Zaliwskiego. Założył go Wincenty Tyszkiewicz, a przestał istnieć w 1833.
W 1833 Karol Borkowski, Seweryn Goszczyński i Henryk Dmochowski utworzyli organizację powiązaną z węglarstwem europejskim – Związek Węglarstwa Polskiego. Organizacja ta zbudowała rozległą sieć konspiratorów, utworzyła też w 1833 niższą niezależną organizację – Związek Przyjaciół Ludu. Pierwsze władze ZPL to: Seweryn Goszczyński, Jerzy Bułharyn, Ignacy Kulczycki, Leon Zaleski, a następne: Hugo Wiśniowski, Teofil Wiśniowski, Ludwik Jabłonowski, Jan Prochaska. Istniał do 1834.
W 1834 powstało Węglarstwo Polskie, niezależne od węglarstwa europejskiego. Działali w nim Hugo Wiśniowski, Franciszek Smolka oraz część członków Związku Przyjaciół Ludu.
W 1835 powstało Stowarzyszenie Ludu Polskiego, którego założycielami byli: Seweryn Goszczyński, Lesław Łukaszewicz, Januszewicz, Zienkowicz, Bobiński, Wiktoryn Bogusz. W 1837 w SLP nastąpił rozłam, w wyniku którego powstała Konfederacja Powszechna Narodu Polskiego. Uczestniczyli w niej Stanisław Malinowski, Jan Szczepanowski, Aleksander Wężyk, Stefan Mułkowski, Stanisław Marynowski, Fortunat Stadnicki, Leon Zaleski.
W 1837 Eugeniusz Chrząstowski założył Młodą Sarmację, a w 1838 powstało z MS Sprzysiężenie Demokratów Polskich.
Konspiracyjne organizacje galicyjskie zostały w większości rozbite do 1841 wskutek walk wewnętrznych, sprzecznych poglądów, niezachowywania podstawowych zasad konspiracji, oraz austriackich represji policyjnych. Przywódcy organizacji zostali aresztowani lub uciekli na emigrację.